# Tiltrotorflygplan

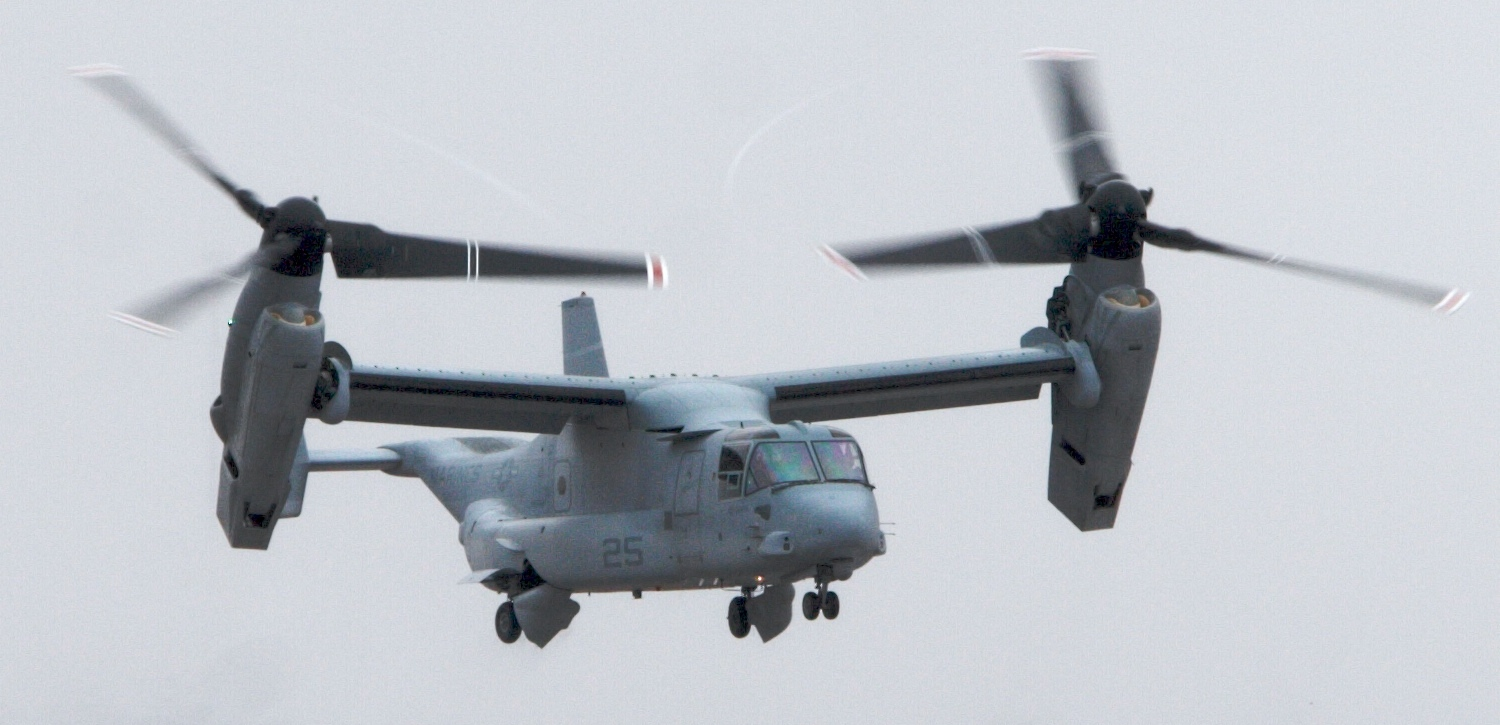
Tiltrotorflygplanet (Bell/Boeing V-22 Osprey)

Tiltrotorflygplan är en typ av konvertiplan som konverterar genom att tilta huvudrotorerna axialt upp för vertikal start och landning och axialt ner för horisontalflykt. Detta möjliggörs av att rotorerna sitter på vridbara motorgondoler (engelska: nacelles) monterade längst ut på vingarna. För att starta och landa vertikalt så vänds gondolerna uppåt och flygmaskinen kan liknas vid en helikopter (som genererar lyftkraft med hjälp av rotorerna). Inför framåtflygning roteras gondelerna framåt, rotorerna övergår gradvis från att generera lyftkraft till att mer och mer skapa dragkraft. När gondolerna är helt framåtriktade så liknar tiltrotorflygplanet flygmässigt ett traditionellt flygplan (som genererar lyftkraft med hjälp av vingar och drivs fram av propellrar).
Denna konstruktionsprincip ger tiltrotorflygplanet räckvidd och fart som ett traditionellt flygplan i kombination med helikopterns förmåga att starta och landa vertikalt. De flesta tiltrotorflygplanen liknar traditionella flygplan till formen, är tvåmotoriga, och har en tiltrotor på vardera vingen. Hittills har tiltrotorflygplan inte blivit några större kommersiella framgångar, och de flesta befinner sig ännu på prototypstadiet. Användningsområdena begränsar sig än så länge till de få områden där man samtidigt måste ha möjlighet till långa flygsträckor/hög hastighet och korta start- och landningsbanor, exempelvis till och från hangarfartyg och oljeriggar.